# Bursa grayana
Bursa grayana là một loài ốc biển, là động vật thân mềm chân bụng sống ở biển trong họ Bursidae.

## Phân bố
Loài sinh vật này sống tại Biển Caribe và Vịnh Mexico, ở vùng biển Đại Tây Dương ngoài khơi Brazil.

## Miêu tả
Độ dài vỏ lớn nhất ghi nhận được là 55 mm.

## Môi trường sống
Độ sâu nhỏ nhất ghi nhận được là 0 m. Độ sâu lớn nhất ghi nhận được là 93 m.

## Hình ảnh

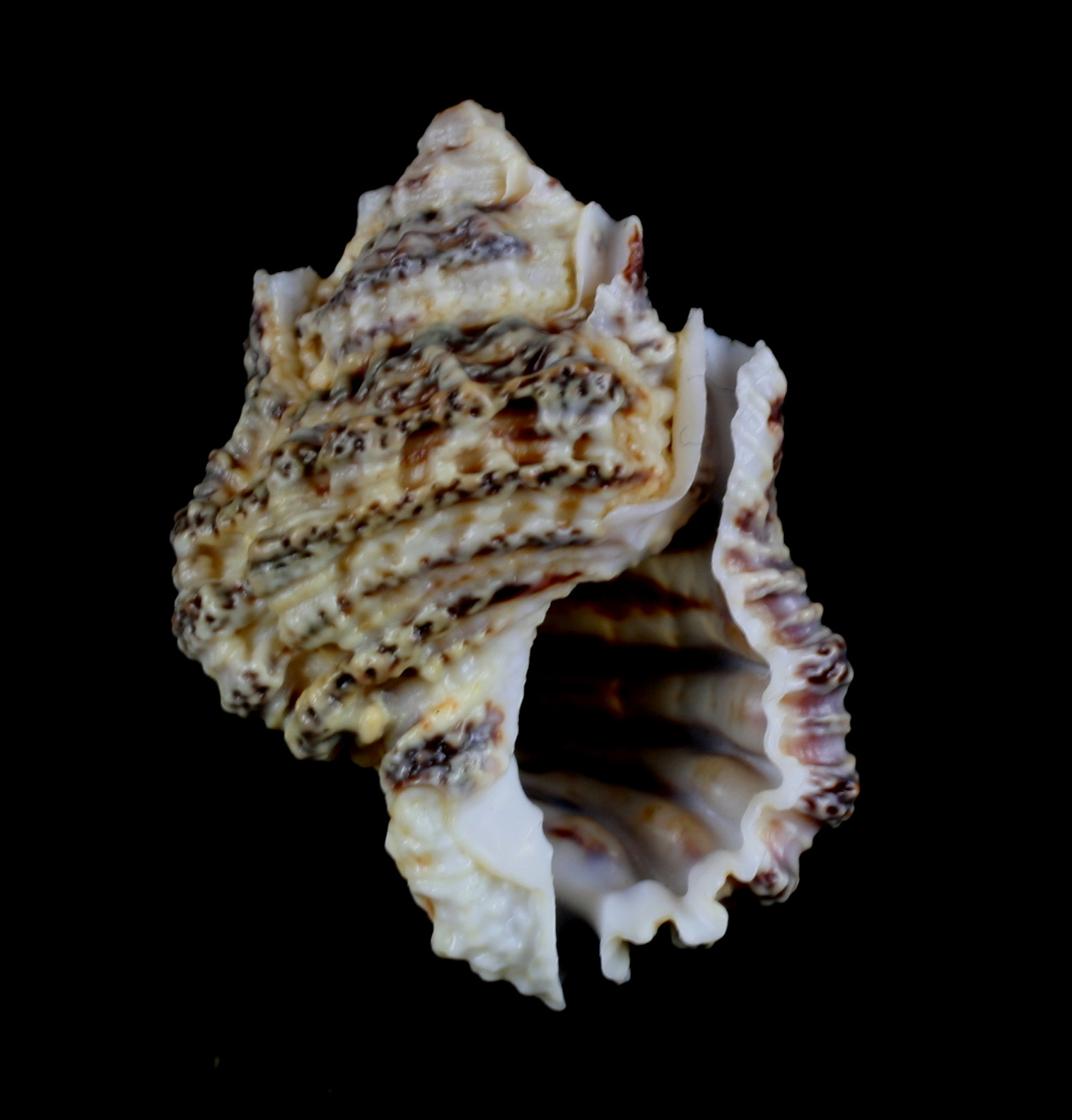
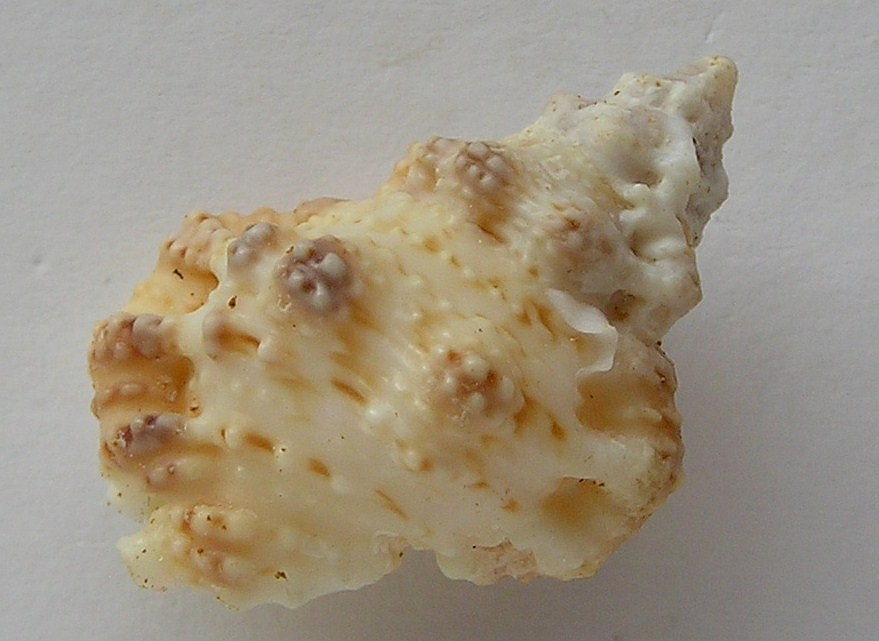